# Elferhütte
Die Elferhütte ist eine private bewirtschaftete Schutzhütte unterhalb der Elferspitze in den Stubaier Alpen in Tirol. Sie liegt auf einer Höhe von 2004 m ü. A. südöstlich von Neustift im Stubaital.

## Geschichte

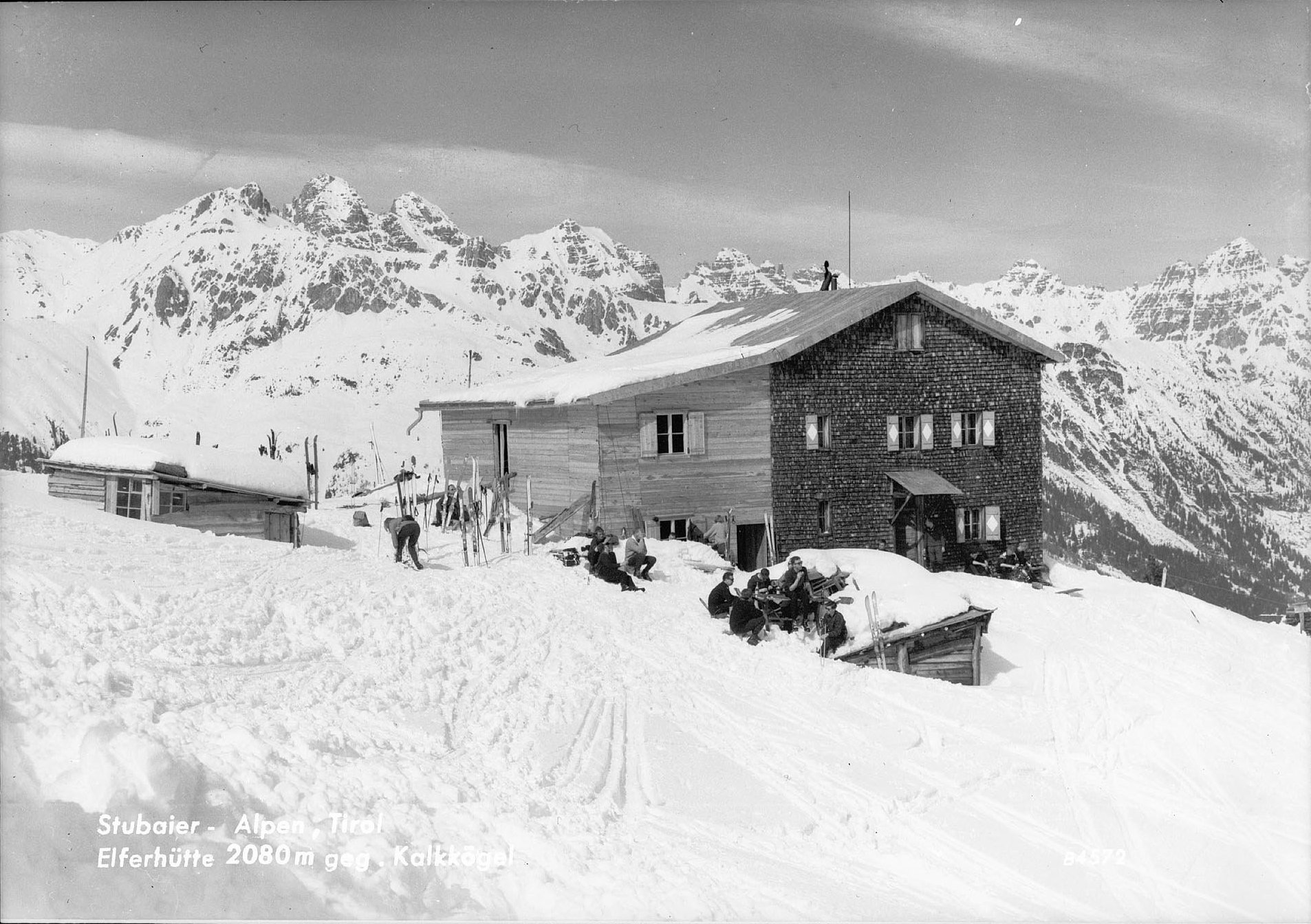
Die Elferhütte 1965

Die erste Hütte wurde 1933 von Andrä Haas als Neustifter Schihütte aus Holz erbaut. Zugleich legte man Fußwege von Neustift über das Pinnistal zur Hütte und zur Elferspitze an, die heute noch als Wanderwege dienen. 1964 wurden der Elferlift und eine Materialseilbahn errichtet sowie an die Hütte ein Speisesaal angebaut. Bei einem Brand im Oktober 1968 wurde die Hütte völlig zerstört. Bis Weihnachten 1969 war sie wieder aufgebaut. Es folgten laufend Renovierungen und Verbesserungen. Im Jahr 2000 legte man einen Kanal in das Tal, um die Abwässer ins öffentliche Kanalnetz einzuleiten.

## Wege

### Zustieg
- Neder (975 m ü. A.), Gehzeit: 2:30 Stunden
- Bergstation der Elferseilbahn (1790 m ü. A.), Gehzeit: 0:45 Stunden

### Gipfelbesteigungen
- Elferspitze (2505 m ü. A.), Gehzeit: 1:30 Stunden
- Zwölferspitze (2562 m ü. A.), Gehzeit: 2:00 Stunden

### Übergänge zu anderen Hütten
- Innsbrucker Hütte (2370 m ü. A.), Gehzeit: 4:00 Stunden
- Padasterjochhaus (2232 m ü. A.), Gehzeit: 6:30 Stunden